# 산드라 킴
산드라 킴(Sandra Kim, 1972년 10월 15일 ~ )은 이탈리아 혈통의 벨기에의 가수이다. 유로비전 송 콘테스트 1986에서 13살의 나이에 역대 최연소로 우승을 차지했다. 아버지는 이탈리아 아브루초주 키에티 토레브루나 출신의 이탈리아 이민자이다.

## 디스코그래피

### 음반
- J'aime la vie (1986, French)
- Bien dans ma peau (1988, French)
- Balance tout (1991, French) / Met open ogen (1991, Dutch)
- Les Sixties (1993, French) / Sixties (1993, Dutch)
- Onvergetelijk (1997, Dutch)
- Heel diep in mijn hart (1998, Dutch, 2-track single)
- Make Up (2011, English and French)

### 싱글
- "Tokyo Boy" (French)
- "Bel me, schrijf me" (duet with Flemish singer Luc Steeno, Dutch)
- "Anyway the Wind Blows" (2010, English)
- "Who Are You (07/11/2020, English)
- "AMI AMI